# Puixkari
Puixkari (en rus: Пушкари) és un poble de l'óblast de Lípetsk, a Rússia, que el 2011 tenia 24 habitants. Pertany al districte rural d'Úsman.